# Тийлт (окръг)
Тийлт (на нидерландски: Tielt) е окръг в Западна Белгия, провинция Западна Фландрия. Площта му е 330 km², а населението – 92 615 души (по приблизителна оценка от януари 2018 г.). Административен център е град Тийлт.